# Apol·lònides d'Olint
Apol·lònides d'Olint (en llatí Apollonides, en grec Ἀπολλωνίδης), fou un general de la ciutat d'Olint.
Era contrari a Filip II de Macedònia i va usar la seva influència en contra del rei. Els agents macedonis de Filip van acabar per aconseguir que fos enviat a l'exili. Va anar llavors a Atenes on li va ser concedida la ciutadania, però després en fou considerat indigne i se li va retirar, segons diu Demòstenes.